# 阿尔滕基兴 (库瑟尔县)
阿尔滕基兴（德語：Altenkirchen，發音：[ˌaltn̩ˈkɪʁçn̩] ⓘ）是德国莱茵兰-普法尔茨州的市镇，属于库瑟尔县。该市镇总面积为6.44平方千米，2023年12月31日总人口为1,299人。